# Craugastor fleischmanni
Craugastor fleischmanni es una especie de anuros en la familia Craugastoridae.

## Distribución geográfica y hábitat
Es endémica de Costa Rica.

## Estado de conservación
Se encuentra amenazada de extinción por la pérdida de su hábitat natural y por la quitridiomicosis.